# Vostok
 Ovo je glavno značenje pojma Vostok. Za otok u Kiribatima pogledajte Vostok (otok).
Raketa Vostok (ruski: Восток) je potrošno lansirno vozilo nastalo iz R-7 interkontinentalnog balističkog projektila.
Korištena je za lansiranje prvih letjelica s ljudskom posadom tipa Vostok, a kasnije je korištena za lansiranje satelita.
Raketa je trostepena s mogućnošću lansiranja 4,725 kg u nisku orbitu (LEO) ili sondu prema Mjesecu od 500 kg. Vostok je kasnije poslužio kao temelj za projektiranje rakete Sojuz.
Značajnije verzije rakete Vostok su bile:
- 8K72 - korištena za lansiranje sondi Luna i prototipova letjelice Vostok
- 8K72K - dorađena verzija rakete korištena za lansiranje letjelica s ljudskom posadom.
- 8A92 - korištena za lansiranje špijunskih satelita Zenit
- 8A92M - korištena za lansiranje meteoroloških satelita Meteor u visoke orbite

18. ožujka 1980. raketa tipa Vostok eksplodirala je na lansirnoj rampi u Plesetsku prilikom punjena gorivom. Pritom je ubila 48 ljudi.

## Specifikacije Vostok 8K72K rakete
|                           | Prvi stupanj - sastoji se od četiri potisnika | Drugi stupanj - jedan motor s cilindričnim spremnikom goriva | Treći stupanj |
| Ukupna masa (kg)          | 43.300                                        | 100.400                                                      | 7.775         |
| Masa praznog stupnja (kg) | 3.710                                         | 6.800                                                        | 1.440         |
| Potisak u vakumu (kN)     | 4x971 (3,88MN)                                | 912                                                          | 54,5          |
| Dužina rada (s)           | 118                                           | 301                                                          | 365           |
| Promjer (m)               | 2,68 m                                        | 2,99                                                         | 2,56          |
| Dužina (m)                | 19,00                                         | 28,00                                                        | 2,84          |